# Справа «Тамам Шуд»
Справа «Тамам Шуд» або «Людина з Сомертону» — нерозкрита до теперішнього часу кримінальна справа, порушена за фактом виявлення тіла невідомого чоловіка о 6:30 ранку 1 грудня 1948 року на узбережжі пляжу Сомертон, що на південь від австралійського міста Аделаїда. Подію також називають «випадок із таємничою людиною з Сомертону».
Назву справі дав виявлений при мертвому чоловіку клаптик паперу, вирваний із примірника дуже рідкісного видання Омара Хаяма, на якому було написано всього два слова перською мовою — «Tamam Shud», що перекладається як «закінчений», «завершений» або «кінець». Головна думка творів, що входять до цієї книги, полягає в тому, що людина повинна радіти кожній миті свого життя і не шкодувати про його закінчення. Багато хто вважає, що це послання було передсмертною запискою.
Випадок вважається однією з найбільш таємничих загадок в історії Австралії. Існує безліч спекуляцій на тему особи загиблого та факторів, що призвели до його смерті. Інтерес суспільства до даної події залишається досить значним через ряд деталей справи. Наприклад, під час розслідування спливли деякі факти, що вказують на можливу причетність спецслужб до інциденту. Крім того, за більш ніж півстоліття слідства, не вдалося ані встановити особу загиблого, ані точно визначити спосіб його умертвіння.
Окрім інтенсивного суспільного інтересу всередині самої Австралії, наприкінці 1940-х та початку 1950-х років справа «Тамам Шуд» також привернула увагу і міжнародної спільноти. Поліція Південної Австралії провела консультації зі своїми колегами за кордоном і розповсюдила інформацію про загиблого на міжнародному рівні, намагаючись ідентифікувати його. Однак, залучення ФБР і Скотленд-Ярду позитивних результатів не дало.
2022 р. генетична експертиза дійшла висновку, що загиблим був Карл Вебб, який народився 1905 р. у передмісті Мельбурна.

## Опис загиблого
Згідно з повідомленням відомого австралійського вченого Джона Бертона Кліленда, виявлений чоловік 40—45 років зовні був схожий на британця. Його зріст становив 180 сантиметрів, він мав карі очі і волосся рудуватого кольору з легкою сивиною в районі скронь. Обличчя чоловіка не мало будь-яких особливих ознак та було гладко виголене. Пальці його ніг утворювали форму клину — така деформація стоп зустрічається у людей, які часто носять взуття з гострими носами. У загиблого спостерігалися яскраво виражені литкові м'язи. Їх головна функція — згинання підошви при сильних м'язових скороченнях і швидкому розвиту напруження. Це характерно для балетних танцюристів і бігунів на середні та дальні дистанції. Він був досить добре одягнений: біла сорочка, червоно-синя краватка, коричневі штани, шкарпетки і туфлі, і, хоча в Аделаїді був період спекотних днів й дуже теплих ночей, загиблий мав коричневий в'язаний светр і модний європейський двобортний піджак. Однак капелюха при ньому не було, що може здатися дивним для 1948 року (на той час під такий костюм було прийнято надягати капелюха). Вельми підозрілим був той факт, що абсолютно всі етикетки на одязі були зрізані.
Прибулі на місце виявлення тіла поліцейські встановили повну відсутність будь-яких ознак зовнішнього фізичного впливу на загиблого. При обстеженні кишень були виявлені: невикористаний квиток на поїздку в приміському поїзді від залізничного вокзалу Аделаїди до станції Хенлі-Біч, що знаходиться в 10 кілометрах на захід від центру міста; використаний квиток на автобус до зупинки в Гленелге, передмісті Аделаїди, приблизно у восьми з половиною кілометрах на захід від її центру; напівпорожня пачка жувальної гумки Juicy Fruit, сигаретна пачка Army Club, яка містила сигарети марки Kensitas, а також неповну коробку сірників. Автобусна зупинка, на якій, імовірно, висадився чоловік, знаходилася приблизно в 1100 метрах на північ від місця виявлення тіла.
Свідки стверджували, що ввечері 30 листопада вони помітили чоловіка, дуже схожого на загиблого, лежачого на спині недалеко від місця виявлення тіла — поруч з інтернатом для дітей з інвалідністю. Подружня пара, яка бачила його в період з 19:30 до 20:00, стверджувала, що протягом майже півгодини вони не помічали жодних рухів тіла цієї людини, хоча у них і склалося враження, що його розташування за цей час змінилося. Незважаючи на тривалу бездіяльність і відсутність будь-якої реакції з боку незнайомця вони вирішили, що чоловік був п'яний і заснув, а тому не бачили сенсу звертатися до поліції. Інша пара стверджувала, що близько 19:00 бачила, як чоловік робив якісь рухи руками, але вони не надали цьому значення. Коли вранці тіло було виявлено, свідки зазначили, що воно перебувало в тому ж місці, де напередодні ввечері вони бачили незнайомця.

## Розтин
Розтин показав, що смерть чоловіка настала приблизно о 2 годині ночі 1 грудня. У висновку патологоанатома йшлося: «Серце має нормальні розміри, ознаки захворювання серцево-судинної системи відсутні … кровоносні судини головного мозку легко помітні, що свідчить про приплив до них крові. У загиблого зафіксовано розпухання тканин глотки, а слизова стравоходу покрита неглибоким нальотом білястого відтінку з виразковим запаленням приблизно посередині. У шлунку спостерігається змішування крові з залишками їжі, також зафіксовано запалення другого відділу дванадцятипалої кишки. Обидві нирки запалені, а в печінці спостерігається надлишок крові в судинах. Селезінка має неприродно великі розміри, приблизно в 3 рази більше за норму. У печінці зафіксовано тканинне руйнування, що спостерігається під мікроскопом … також у загиблого виявлені ознаки гострого гастриту».

Останньою їжею загиблого був пиріг Корніш пасті — англійська національна страва, яку чоловік вжив за 3—4 години до смерті. Жодних ознак наявності сторонніх речовин у шлунку тести не виявили. Патологоанатом доктор Дуайєр зробив такий висновок:
Я абсолютно переконаний, що ця людина померла неприродною смертю… як отруту могли бути використані сполуки групи барбітуратів або розчин снодійного.
Отруєння було визнано головною причиною смерті, але спожитий чоловіком пиріг не був визнаний джерелом отрути. Слідство так і не змогло встановити ані особистість загиблого, ані обставини, що призвели до його смерті; крім того, слідство так і не з'ясувало, чи був загиблий тим чоловіком, якого бачили напередодні ввечері очевидці.
Незабаром до розслідування були підключені представники Скотланд-Ярду. Була проведена досить серйозна робота з розповсюдження фотографії загиблого, відбитки його пальців були передані в слідчі органи багатьох держав, але ніяких позитивних результатів це не дало. У зв'язку з неможливістю встановлення особи загиблого, 10 грудня 1948 року його тіло було забальзамоване.

## Встановлення особи загиблого

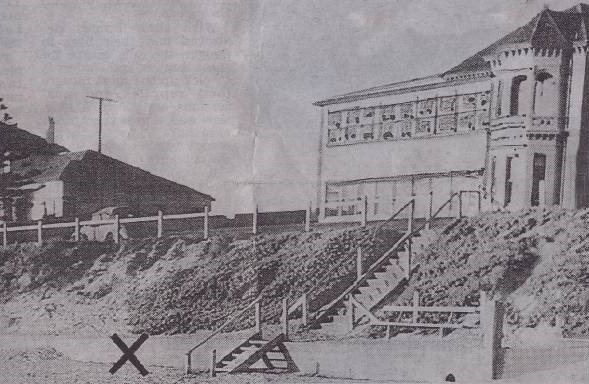
Пляж Сомертон. Місце, де був виявлений загиблий, відзначено символом ×

2 грудня  містер Джонсон з'явився в поліцію з метою спростування інформації про власну смерть, адже газета «The Advertiser» вважала саме його загиблим на пляжі Сомертон. Того ж дня «The News» опублікував фотографію загиблого на першій шпальті з метою залучення громадськості до процедури встановлення особи загиблого. 4 грудня поліція Аделаїди робить заяву про те, що відбитки пальців загиблого не виявлено в базі даних штату Південна Австралія. 6 грудня «The Advertiser» повідомляє, що поліція підключила до пошуків відділ військового обліку після заяви одного чоловіка про те, що 13 листопада він нібито випивав у готелі Гленелга з незнайомцем, схожим на загиблого. У процесі розпивання спиртного цей незнайомець демонстрував військовий квиток, виданий на ім'я громадянина Соломонсона.
На початку січня 1949 року дві людини впізнали у загиблому 63-річного лісоруба Роберта Волша. Ще один чоловік, Джеймс Мек, після огляду тіла також підтвердив, що загиблим є Роберт Волш. Мек стверджував, що Волш виїхав з Аделаїди кількома місяцями раніше з метою купівлі овець у Квінсленді, але так і не повернувся до Різдва, як планував спочатку. Однак поліція поставилася до заяв цих людей досить скептично, вважаючи, що Волш занадто старий, щоб вважати, що загиблий чоловік — це саме він. Тим не менш, слідчі органи підтвердили, що тіло загиблого за своєю конституцією вельми схоже на тіло середньостатистичного лісоруба, правда, з одним допущенням — стан рук і нігтів загиблого вказував на те, що він не займався подібною діяльністю як мінімум півтора року. Втім, всі міркування на цей рахунок були відкинуті після того, як пані Елізабет Томпсон, одна з людей, які раніше впізнали у невідомому Волша, відмовилася від своїх слів після вторинного огляду тіла, у результаті якого з'ясувалося, що у загиблого не виявлено характерних ознак Роберта Волша: на тілі не було шрамів, а розмір ноги покійного не відповідав розміру ноги зниклого лісоруба.
На початку лютого 1949 року слідство мало вісім заяв про встановлення особи загиблого, серед яких: твердження двох мешканців міста Дарвін про те, що загиблий був їхнім другом; упізнання загиблого як зниклого конюха та працівника пароплава, а також заява про те, що знайдений чоловік був шведом. Один із детективів зі штату Вікторія спершу вирішив, що загиблий був його земляком, оскільки розгледів у штампі на одязі загиблого логотип мережі пралень міста Мельбурн. Після публікації світлин у штаті Вікторія 28 людей заявили, що знайомі з загиблим, але незабаром сам детектив із Мельбурна припустив, що, згідно з «іншими даними», це малоймовірно.
У листопаді 1953 року поліція оголосила про те, що нещодавно отримала 251-шу заяву щодо встановлення особи загиблого від людини, яка стверджувала, що знала загиблого або бачила його, однак у більшості випадків єдиною зачіпкою для авторів заяв був одяг, який носив загиблий.

## Виявлення коричневої валізи

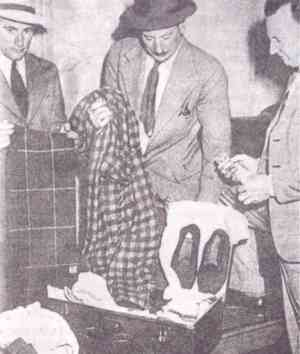
Виявлення коричневої валізи на станції Аделаїда. Зліва направо: детективи Дейв Бартлетт, Лайонел Лінн, Лен Браун

Під час слідства знайшлась ще одна річ. 14 січня 1949 року працівники залізничного вокзалу Аделаїди виявили валізу зі зрізаним ярликом, яка була здана в камеру схову вокзалу після 11:00 30 листопада 1948 року. Всередині були виявлені: червоний халат, червоні капці, чотири пари трусів, піжама, аксесуари для гоління, світло-коричневі штани зі слідами піску в манжетах, індикаторна викрутка, столовий ніж, перероблений у заточку, ножиці з гостро заточеними кінцями і пензель для трафаретного друку.
Також у валізі була виявлена пачка вощених помаранчевих ниток фірми Barbour, які не продавалися на території Австралії і були аналогічні тим, якими пришивали латку в кишені штанів знайденого невідомого чоловіка. Всі ярлики на одязі, що знаходився всередині валізи, були зрізані, проте поліція при огляді дивної знахідки виявила напис «T. Keane» на краватці, напис «Keane» на мішку для прання і напис «Kean» (без останньої букви «e») на майці разом із трьома штамповими відбитками, які залишили в хімчистці: 1171/7; 4393/7 і 3053/7. Поліція вважала, що той, хто зрізав всі ярлики з одягу, навмисно залишив мітки «Keane», знаючи, що вони жодним чином не пов'язані з ім'ям або якою-небудь іншою інформацією про дану людину.
З самого початку власником цього одягу вважали місцевого моряка Тома Кіна (Tom Keane) і, оскільки знайти його поліції не вдалося, слідчі вирішили показати тіло невідомого чоловіка друзям Тома Кіна. Однак вони категорично спростували припущення, що виявлене тіло могло бути трупом їхнього друга, більш того, одяг, знайдений на трупі, ніколи не належав Тому Кіну. Подальше розслідування показало, що в жодній англомовній країні не було відомостей про зникнення будь-якого Т. Кіна. Також безрезультатними виявилися і звернення у всі хімчистки Австралії. Таким чином, єдині незаперечні відомості, які можна було отримати зі знахідки на вокзалі, полягали в тому, що халат, судячи з усього, був виготовлений у США, оскільки подібна технологія шиття одягу на той момент застосовувалася тільки в цій країні.
Далі поліція перевірила інформацію про всі потяги, що прибули в Аделаїду, і встановила, що чоловік, швидше за все, приїхав на нічному рейсі з Мельбурна, Сіднея або Порт-Огаста. Судячи з усього, він прийняв душ, поголився в найближчій міській лазні перш ніж повернутися на вокзал, щоб купити квиток на поїзд, який прямував до Хенлі Біч із відправленням у 10:50, однак із якоїсь причини він пропустив посадку. Після повернення з лазні він здав свій чемодан у камеру зберігання і сів на автобус, що прямував до Гленелга. Професор Дерек Еббот, який вивчав справу, вважає, що чоловік міг придбати квиток до того, як пішов у лазню. Місця службово-побутового обслуговування на вокзалі в цей день були закриті, з цієї причини чоловік був змушений відправитися до міської лазні, що відняло у нього близько 30 хвилин часу і, можливо, стало причиною його запізнення на поїзд.

## Слідство
Розслідування, що проводилося слідчим Томасом Ерскіном Клілендом, розпочалося через кілька днів після виявлення тіла. Патологоанатом Джон Бертон Кліленд повторно оглянув тіло і зробив кілька відкриттів. Він зазначив, що взуття чоловіка було чистим і виглядало недавно відполірованим, а це явно не стикувалося з версією, що чоловік весь день бродив по Гленелгу. Він також додав, що ці дані узгоджуються з версією про те, що тіло могло бути доставлено в Сомертон вже після смерті. Дана версія з'явилася після того, як слідчі не виявили слідів блювоти і судом загиблого, що є умовою отруєння отрутою. Томас Кліленд припустив, що жоден зі свідків не може точно підтвердити те, що загиблий є саме той чоловік, якого вони бачили напередодні.
Професор фармакології та фізіології університету Аделаїди Седрік Стентон Хікс припустив, що причиною смерті міг стати невідомий сильнодіючий отруйний препарат. Він також визначив можливий склад отруйної речовини і поділився своїми міркуваннями зі слідчим. Інформація про хімічний склад можливої речовини не розголошувалася аж до 80-х років, оскільки з'ясувалося, що для виготовлення такого сильнодіючого препарату потрібні компоненти, які можна було вільно придбати в звичайній аптеці. Однак при цьому професор зазначив, що єдиною обставиною, яка ніяк не вписується у версію про отруєння вірогідною речовиною, була відсутність ознак блювотиння у загиблого, що не дозволяє йому зробити остаточний висновок на користь його теорії. Також Хікс заявив, що, якщо смерть настала вже через 7 годин після того, як загиблого бачили в останній раз, то це може означати, що чоловік вжив досить велику дозу отруйної речовини, отже ті рухи тіла загиблого, які помітили деякі свідки приблизно в 19:00, могли бути вже передсмертними судомами.
На самому початку розслідування детектив Томас Ерскін заявив: «Я можу припустити, що причиною смерті могло стати отруєння речовиною, яка, можливо, належить до групи глікозидів. Дана речовина навряд чи потрапила в організм загиблого випадково, але я не можу зараз точно стверджувати отруївся загиблий сам чи був отруєний кимось». Незважаючи на ці заяви, а також припущення професора Хікса, слідство так і не змогло встановити точну причину смерті невідомого чоловіка.
Неможливість встановлення особистості загиблого, а також повна неясність із причинами смерті дозволили громадськості назвати даний інцидент «загадкою, яка не має собі рівних, яка, швидше за все, так і не буде розгадана». Незабаром в одній із газет було висловлено припущення, що якщо найпрофесійніші експерти так і не змогли визначити склад речовини, що призвів до отруєння, то це високопрофесійне вбивство, яке явно не могло бути наслідком банальних вияснень стосунків.

## «Рубаї» Омара Хаяма

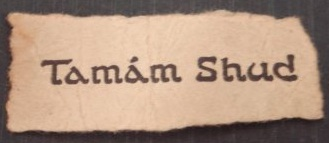
Клаптик паперу з написом «Tamam Shud», знайдений у секретній кишені штанів загиблого

Під час одного з оглядів тіла загиблого в секретній кишені його штанів було знайдено згорнутий клаптик паперу, що містить дивний напис «Tamam Shud» (Тамам Шуд). Надалі при публікації матеріалу на цю тему в одній із газет була допущена помилка: замість «Tamam» було надруковано слово «Taman», у результаті чого в історію увійшла саме помилкова назва.
До громадської бібліотеки було надіслано офіційний запит із проханням перекласти цю незрозумілу фразу. Співробітники бібліотеки ідентифікували цей текст як слово «кінчений» або «завершений» з останньої сторінки збірки «Рубайат» авторства Омара Хаяма. Головна думка творів, що входять до цієї книги, полягає в тому, що людина повинна радіти кожній миті свого життя і не шкодувати про його закінчення.
Поліція почала великомасштабні пошуки по всій країні з метою знаходження власника цієї книги, проте вони не були успішними. Пізніше фото клаптика паперу було розіслано в органи поліції інших країн, а також представлено громадськості. Це допомогло знайти людину, якій належав примірник дуже рідкісного видання Омара Хаяма у перекладі Едварда Фіцджеральда, що вийшов у Новій Зеландії. Остання сторінка цього екземпляра була вирвана, а експертиза показала, що папірець, знайдений у загиблого, швидше за все був вирізаний із цієї книги, або з книги того ж тиражу. Чоловік заявив, що виявив її на задньому сидінні своєї незамкненої машини в ніч на 30 листопада 1948 року, коли був у Гленелгі. Він стверджував, що нічого не знав про знайдену ним книгу і її зв'язок зі справою про труп невідомого чоловіка до тих пір, поки не виявив статтю в одній із газет. Інформація про цього чоловіка слідством не розголошувалася, хоча тепер відомо, що він працював лікарем.
Основна тема творів Омара Хаяма, що входять до знайденого збірника, навела слідство на думку, що чоловік міг накласти на себе руки, прийнявши сильнодіючий отруйний засіб, проте ніяких доказів на користь цієї теорії так і не було надано.

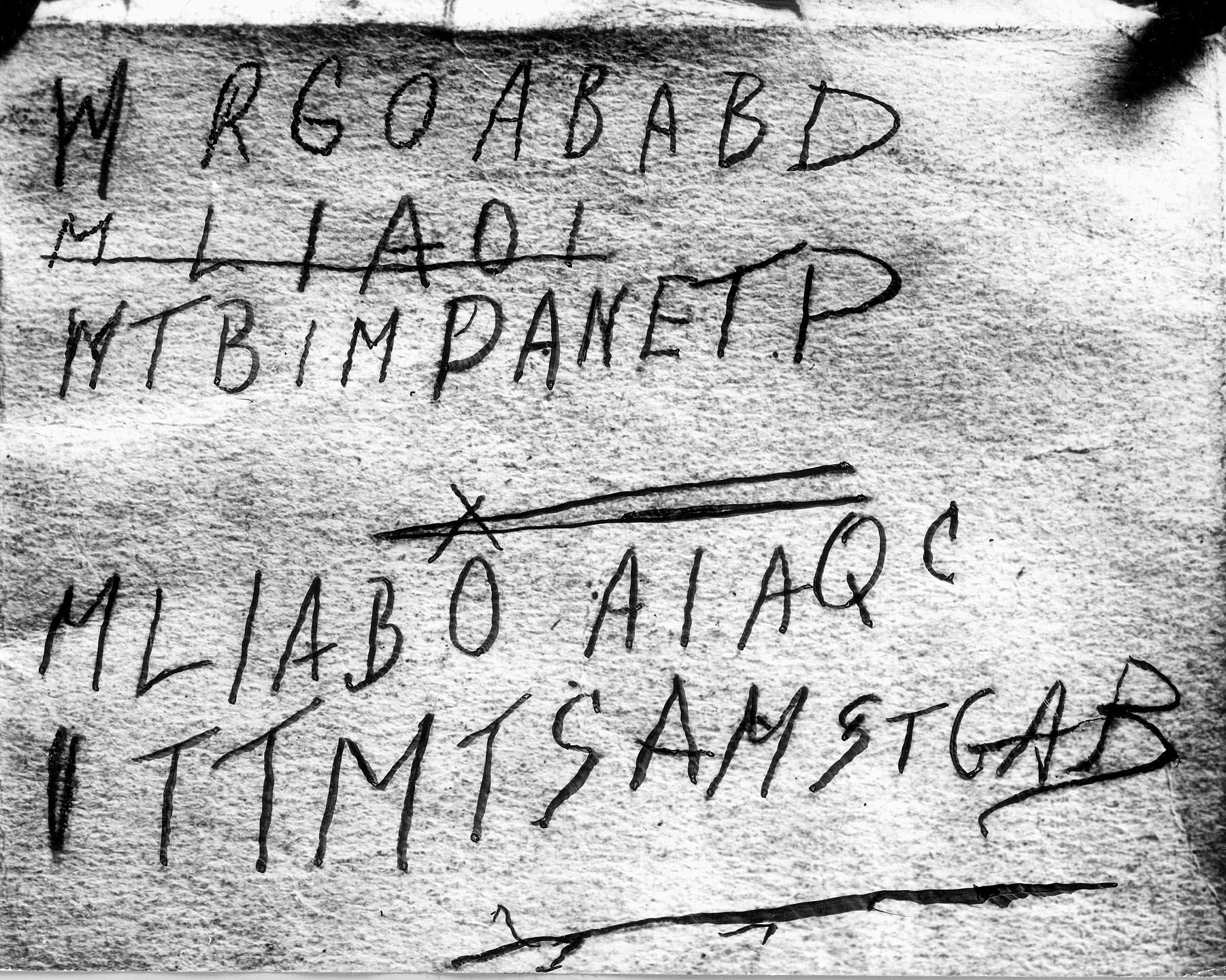
Напис, виявлена на звороті книги, знайденої в ході розслідування

На звороті книги були написані олівцем 5 рядків малозрозумілих слів із закресленим другим рядком, який з написання літер був дуже схожий із четвертим:
WRGOABABD
MLIAOI
WTBIMPANETP: MLIABOAIAQC: ITTMTSAMSTGAB.
Крім того, написання деяких букв були не зовсім зрозумілі. Так, наприклад, неясна перша літера тексту, яка за своїм стилем схожа як із латинською «W» так і з «M» і навіть з «H». Те ж саме можна сказати і про третій рядок. Проте більшість ознак накреслення літер все-таки вказує на більшу схожість з «W». Схожі неясності існують і з другим перекресленим рядком, у якому остання буква за виглядом схожа як із латинською «I», так і з «L». Крім того в четвертому рядку над літерою «O» була перекреслена «X», проте невідомо, чи мав цей знак хоч якусь значущість у написаному коді.
Експерти в області розшифровок намагалися розкрити зміст даних записів, однак так і не змогли їх зрозуміти. У 1978 році даний текст проаналізували в австралійському міністерстві оборони і прийшли до наступних висновків:
- Набір символів у цьому тексті недостатній для того, щоб можна було створити повноцінну комбінацію, яка має будь-який сенс;
- Цей текст може бути як вкрай складним шифром, так і абсолютно безглуздим набором символів, взятих «зі стелі»;
- За результатами аналізу шифру дати яку-небудь задовільну відповідь не є можливим[39].

Окрім дивного тексту на звороті книги був записаний і номер телефону, що належав колишній медсестрі (дошлюбне прізвище або псевдонім на період слідства — «Джестін»), яка жила в Гленелзі за 400 метрів від місця виявлення трупа. Жінка заявила, що під час її роботи в клініці міста Сідней їй належала знайдена книга, але в 1945 році вона подарувала її лейтенанту на ім'я Альфред Боксолл. Після Другої світової «Джестін» переїхала до Мельбурну і незабаром отримала листа від того лейтенанта, однак повідомила йому про свій шлюб. Також вона додала, що в 1948 році їй стало відомо про те, що якийсь таємничий незнайомець розпитував про неї у її сусіда. На сьогоднішній день немає ніяких доказів того, що Боксолл мав якісь контакти з «Джестін» після 1945 року. Детектив Лінн продемонстрував жінці гіпсову копію бюста загиблого в Сомертоні, однак вона не змогла впізнати його.

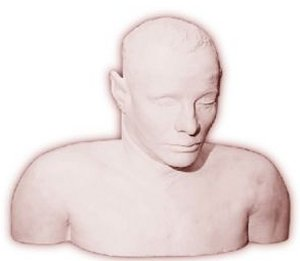
Гіпсова копія голови і плечей загиблого.

Поліція була впевнена, що загиблий і є колишній лейтенант, однак незабаром Боксолл був знайдений живим, чим ще більше заплутав справу, оскільки він продемонстрував поліції книгу, передану йому медсестрою у 1945 році. Остання сторінка книги з фразою «Tamam Shud» була неушкодженою.
«Джестін» заперечувала будь-які зв'язки з померлим, а також не змогла пояснити, як її телефон опинився на обкладинці виявленої книги. Вона також просила, щоб її прізвище не згадувалося ні в яких зведеннях, щоб не пов'язувати її з покійним. Поліція пішла на це, проводячи подальше розслідування без її участі.
У 2007 році жінка померла. Її справжнє ім'я досі вважається важливим доказом у справі, оскільки воно може бути ключем до розшифрування незрозумілого тексту на звороті книги. У 2002 році відставний детектив Джеральд Фелтус, який намагався розібратися у цій справі, опитував колишню медсестру і зробив висновок, що жінка явно ухиляється від відвертої розмови або не бажає про це розмовляти, на підставі чого Фелтус схилявся до того, що вона знала загиблого.

## Версії про зв'язок загиблого зіспецслужбами
По ходу розслідування серед громадськості поширювалися чутки про те, що лейтенант Боксолл під час Другої світової війни служив у розвідці, а загиблий чоловік був радянським шпигуном, отруєним невідомими людьми. Під час телевізійного інтерв'ю Боксоллу було поставлено питання про можливе шпигунське підґрунтя в цій справі, однак він відповів, що це абсолютно вигадане твердження.
Факт того, що загиблий був знайдений в Аделаїді — місті, розташованому по сусідству з випробувальним полігоном Вумера, де, за чутками, проводилися запуски надсекретних ракет, — породжував різноманітні спекуляції на цю тему. Крім того, у квітні 1947 року одному з розвідувальних підрозділів армії США в рамках проекту «Венона» стало відомо про те, що через Міністерство закордонних справ Австралії до посольства СРСР у Канберрі витікла секретна інформація. Це призвело до того, що у 1948 році США оголосили про заборону передачі будь-якої інформації в Австралію. У відповідь на це Австралія оголосила про намір створити Національну службу безпеки (нині це Австралійська служба безпеки і розвідки).

## Розслідування справи післяпохованнязагиблого
Для проведення подальшого розслідування з голови і плечей загиблого була знята гіпсова копія, а тіло поховали на одному з кладовищ Аделаїди. Через роки на могилі стали з'являтися квіти. Зацікавившись цією обставиною, поліція встановила стеження за могилою і незабаром затримала жінку, проте вона стверджувала, що нічого не знає про цю людину.
Протягом 60 років неодноразово робилися спроби розшифрувати таємничий напис на звороті книги. Зокрема зусиллями співробітників військово-морської розвідки, математиків. У 2004 році відставний детектив Джеррі Фелтус в одній із газет зробив припущення, що останній рядок шифру — «ITTMTSAMSTGAB» міг б означати скорочення від фрази «it's Time To Move To South Australia Moseley Street…» (Необхідно потрапити в Південну Австралію на вулицю Музлі). Колишня медсестра жила саме на цій вулиці, що проходить у центрі Гленелга. Але що означать чотири останні букви «TGAB» таки не з'ясувалося.

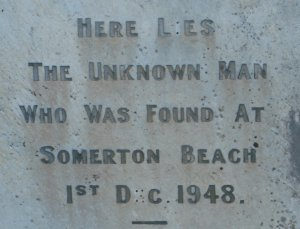
Напис на надгробку свідчить: «Тут спочиває невідомий чоловік, знайдений на пляжі Сомертон 1 грудня 1948 року»

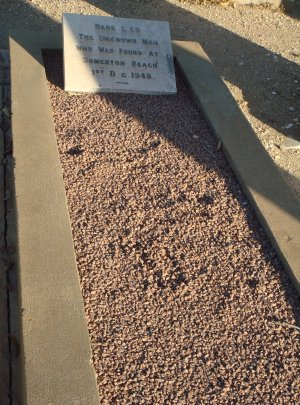
Могила таємничого чоловіка з Сомертона

У 1978 році Австралійська радіомовна корпорація випустила телевізійну програму, присвячену річниці виявлення тіла невідомого на пляжі Сомертон. Кореспондент Стюарт Літтл проводив журналістське розслідування цієї справи і, зокрема, брав інтерв'ю у Боксолла і Пола Уоллсона — людини, яка знімала гіпсовий відбиток з тіла невідомого, проте останній відмовився відповідати на питання про які-небудь позитивні результати у справі встановлення особи загиблого.
У 1994 році Джон Харбер Філіпс — суддя верховного суду штату Вікторія і голова Національного інституту судової медицини — розглядав цю справу з метою визначення причини смерті. На підставі власних результатів він прийшов до висновку, що причиною смерті стало отруєння дигоксином. Зокрема, Філіпс вказав на факт запалення і набухання багатьох органів, що властиво отруєнням цим препаратом, а також відсутність фактів, що свідчать про якесь захворювання чоловіка і видимих причин смерті. Крім того, за 3 місяці до виявлення тіла, 16 серпня 1948 року, повідомлялося про отруєння дигоксином помічника міністра фінансів США Гаррі Декстера Уайта, який був звинувачений у шпигунстві на користь СРСР.
Колишній старший співробітник поліції Південної Австралії Лео Браун, який працював із цією справою в 40-х роках, заявив, що вважає, що загиблий міг бути з однієї з країн Східного блоку, і саме з цієї причини поліція так і не змогла встановити особу загиблого.

## Можливий зв'язок справи з інцидентом з сім'єю Мангноссонів
6 червня 1949 року тіло дворічної дитини Клайва Мангноссона було знайдено в мішку в Ларгс-бей в двадцяти кілометрах від Сомертона. Поруч із ним без свідомості лежав його батько Кейт Вальдемар Мангноссон, який був доставлений у лікарню у вкрай важкому стані і згодом переведений у психіатричну лікарню.
Батько і син протягом чотирьох днів вважалися зниклими безвісти, а після виявлення медексперти встановили, що Клайв був вже мертвий як мінімум 24 години. Обох виявив чоловік на ім'я Ніл Макрей, який стверджував, що вночі йому приснився сон, у якому він побачив розташування тіл. Як і у випадку з чоловіком з Сомертона, експертиза не змогла з'ясувати причину смерті дитини, проте також встановила, що смерть не була природною.
Після смерті Клайва мати дитини, Роум Мангноссон, повідомила про те, що її турбує невідомий чоловік у масці, який, перебуваючи за кермом розбитого автомобіля кремового кольору, ледь не наздогнав її, зупинившись лише біля дверей її будинку. Пані Мангноссон заявила, що «машина зупинилася, і чоловік із шийною хусткою кольору хакі на обличчі сказав їй, щоб вона трималася осторонь від поліції». До того ж жінка стверджувала, що бачила схожого чоловіка нещодавно поруч із будинком.
Жінка впевнена, що всі ці події пов'язані з тим, що її чоловік брав участь у процесі встановлення особи загиблого на пляжі Сомертона. Чоловік нібито стверджував, що загиблий був Карлом Томпсеном, який працював із ним у Ренмарку у 1939 році.
Незабаром районний голова Порт-Аделаїди отримав три анонімних телефонних дзвінка, у яких невідомий погрожував йому розправою, якщо він «буде сунути свій ніс у справу Мангноссонів». Поліція підозрювала, що подібні дзвінки, так само як і випадок із матір'ю загиблого немовляти, були чиїмось вкрай жорстоким розіграшем.
Незабаром після заяви в поліцію про переслідування невідомим чоловіком пані Мангноссон тяжко захворіла і опинилася на лікарняному ліжку.

## Можливий зв'язок справи зі смертю Джозефа Маршалла
У червні 1945 року, за три роки до випадку з людиною з Сомертона, 34-річний сінгапурець Джозеф Маршалл, брат відомого в Сінгапурі адвоката і політика Девіда Соулу Маршала, був знайдений мертвим у передмісті Сіднея Мосмані. На його грудях при цьому лежала розкрита збірка «Рубаї» Омара Хаяма. Причиною його смерті вважалося самогубство шляхом отруєння.
Відомо, що через два місяці після смерті Маршалла згадана вище медсестра («Джестін») подарувала аналогічну книгу лейтенанту Боксоллу в передмісті Сіднея Кліфтон-Гарденс, що знаходиться в одному кілометрі на південь від Мосмана.
15 серпня 1945 року розслідування у справі Маршалла було закінчено. Через 13 днів один із свідків — пані Гвінет Дороті Грехам — була знайдена мертвою у власній ванні. Вона лежала обличчям вниз і з порізами на зап'ясті.

## Сучасні спроби розкрити справу
У березні 2009 року група представників Університету Аделаїди на чолі з професором Дереком Ебботом зробила спробу розплутати справу шляхом розшифровки таємничого тексту на звороті книги, а також виступила з пропозицією ексгумувати тіло загиблого чоловіка з метою перевірки його ДНК більш сучасними засобами і методами. Результати роботи групи Еббота породили деякі факти, здатні допомогти слідству. Так, наприклад, поліція весь цей час вважала, що наявність сигарет марки Kensitas в пачці бренду Army Club було пов'язано з вельми поширеною в ті роки практикою спеціального перекладання дешевих цигарок у пачку від дорожчих. Однак перевірка деяких офіційних періодичних видань тих років показала, що Kensitas насправді відносилися до сигарет дорогої марки, а от сам факт такої невідповідності бренду пачки з її вмістом викликав підозри у сучасних детективів. Це породило не розглянуту раніше версію про те, що невідома отрута, можливо, знаходилася в сигаретах чоловіка, які просто були підмінені без відома загиблого.
Процес розшифрування невідомого тексту на звороті книги був початий з нуля. Було встановлено, що частота повторення букв тексту істотно відрізняється від частоти повторення літер, написаних випадковим чином. Формат коду відповідає формату віршів збірки «Рубайат», що породжує припущення про те, що система шифрування повідомлення відповідає так званому шифру Вернама. З цією метою текст збірника «Рубайат» в даний час аналізується за допомогою сучасних комп'ютерних програм з метою створення статистичної бази, що містить інформацію про частоту згадки тих чи інших букв. Правда, для більш точних результатів необхідно мати найбільш точну копію саме тієї книги, яка була знайдена у загиблого, а це дуже важко, оскільки книга в перекладі Едварда Фітцджеральда була втрачена ще у 60-х роках.
Сучасні дослідження показали, що оригінальні звіти про розтини тіла невідомого чоловіка, проведені в 1948 і 1949 роках, на сьогоднішній день втрачено. Професор анатомії університету Аделаїди Мацей Хеннеберг при огляді зображення вух загиблого чоловіка виявив, що їх човник (верхня порожнина вушної раковини) за своїми розмірами перевищує розміри чаші (нижньої порожнини вушної раковини), що за сучасними оцінками властиво лише 1—2 % представників європеоїдної раси. У травні 2009 року професор Еббот, після консультацій з експертами в області стоматології, прийшов до висновку, що загиблий чоловік страждав гіподонтією (вроджена відсутність одного або декількох зубів) обох різців, що властиво лише 2 % населення Землі. У червні 2010 року Еббот отримав фотографію сина «Джестін» (псевдонім на період слідства — «Леслі»). На цій фотографії видно, що «Леслі» має перевищення розмірів човника вушної раковини над чашею та ознаки гіподонтії. Ймовірність того, що це випадковість, оцінена діапазоном від 1 до 10 000 000 до 1 : 20 000 000.
ЗМІ припустили, що син «Джестін», якому в 1948 році було 16 місяців і який помер у 2009 році, можливо, був позашлюбною дитиною від Альфреда Боксолла або загиблого чоловіка. Детектив Джеррі Фелтус, який у даний час перебуває у відставці, заявив, що йому відоме шлюбне прізвище колишньої медсестри, однак, бажаючи захистити особисте життя жінки, він не став розкривати її. У 2010 році ім'я жінки випадково було розкрито в одній із газет, де була опублікована її фотографія з підписом. У результаті родичі жінки дозволили Фелтусу включити частину деякої інформації про історію сім'ї в його книгу «Невідомий чоловік», присвячену поліцейському розслідуванню.
Еббот вважає, що ексгумація та ДНК-тест невідомого чоловіка допоможуть розпізнати його причетність до сім'ї «Джестін», проте в жовтні 2011 року головний прокурор Австралії Джон Рау відмовив у дозволі на ексгумацію тіла, мотивувавши це тим, що для здійснення такого заходу необхідні суспільний інтерес, підкріплений не лише цікавістю, а також наукова зацікавленість.
У жовтні 2019 року Генеральний прокурор Південної Австралії Вікі Чепмен погоджує ексгумацію тіла за умови, що це фінансуватиметься приватним шляхом.

### Інженер Карл Вебб
У 2022 році Дерек Ебот (англ. Derek Abbott), науковець Університету Аделаїди, виділив ДНК з волосся померлого, яке залишилося на знятому з тіла гіпсовому зліпку. Після вивчення «родинного дерева» із близько 4 тисяч осіб, дослідник зупинився на інженері Карлі (Чарльзі) Веббі (англ. Carl 'Charles' Webb) 1905 року народження. Той жив у передмісті Мельбурна і не мав реєстрації про смерть.
До розслідування Ебота приєдналася судово-медична експертка, генеалог Коллін Фітцпатрік (англ. Colleen Fitzpatrick). Науковці з'ясували, що в Карла Вебба був зять на ім'я Томас Кін (англ. Thomas Keane), що може пояснити надпис «T Keane» на деяких його речах. Колишня дружина Вебба, Дороті Робертсон (англ. Dorothy Robertson, або Дофф Вебб, англ. Doff Webb), після розлучення поселилася в Південній Австралії, це могло бути причиною поїздки Карла до Аделаїди.

## Матрос Рейнолдс
Після публікації книги «Невідомий чоловік» жінка, що живе в Аделаїді, звернулася у ЗМІ і надала посвідчення особи, яке вона знайшла серед речей, що належали її батькові. Даний документ за номером 58757 був виданий у США 28 лютого 1918 року на ім'я якогось 18-річного матроса Рейнолдса, що мав британське громадянство. Посвідчення було передано професору Мацеєві Ханнебергу в жовтні 2011 року з метою провести порівняння фотографії, вклеєною в посвідчення, з фото невідомого чоловіка, виявленого в Сомертоні.
Використовуючи сучасні методи ідентифікації, Хеннеберг виявив анатомічну схожість таких рис обличчя, як ніс, губи й очі, але зазначив відмінність у можливому віці. Однак найбільший інтерес професора викликали вушні раковини, які, крім уже згаданої вище рідкісної форми, виявилися дуже схожі з тими, що були у невідомого загиблого.
Крім того, на обох фото в одному і тому ж місці були виявлені родимки однакової форми. Хеннеберг заявив: «Велика подібність вушних раковин рідкісної форми і родимок дозволяє мені зробити заяву про високу ймовірність встановлення особи невідомого чоловіка».
Однак, незважаючи на, здавалося би, довгоочікуваний успіх, пошук у Національних архівах США і Великої Британії, а також у базі Австралійського військового меморіалу не дозволив виявити жодних записів зі згадкою про матроса Рейнолдса.

## Ймовірні родичі «Джестін»
У 2013 році вірогідна дочка «Джестін», жінка на ім'я Кейт Томсон, дала інтерв'ю австралійській телепрограмі 60 Minutes. За словами Томсон, її матір, яку насправді звали Джессіка Пауелл, могла мати зв'язки з радянськими спецслужбами: вона завжди симпатизувала комуністам і, як згадує Томсон, вміла говорити російською, хоча ніколи не зізнавалася де вона цьому навчилася. На думку Томсон, людина, виявлена на пляжі Сомертон, могла також бути російським шпигуном. Томсон згадує, що, хоча під час розслідування її матір всіляко заперечувала знайомство з людиною з пляжу Сомертон, дочці вона сказала, що «ця таємниця занадто серйозна, щоб про неї стало відомо простим працівникам поліції». Томсон стверджує, що її брат Робін (раніше відомий під псевдонімом «Леслі»), був народжений не від законного батька, а від іншого чоловіка. Вдова Робіна Рома Іген і її дочка Рейчел виступили з заявою, що, ймовірно, батьком Робіна був сомертонський невідомий. Рома і Рейчел наполягають на ексгумації тіла Робіна з метою ДНК-експертизи. Кейт опирається цьому, вважаючи, що це неповага до пам'яті її покійного брата.

## Інше
- Ймовірно, «Людина з Сомертону» частково стала прототипом «Хлопця з Колорадо» в детективному романі Стівена Кінга.